# Neotrichia arista
Neotrichia arista är en nattsländeart som beskrevs av Harris 1990. Neotrichia arista ingår i släktet Neotrichia och familjen smånattsländor. Inga underarter finns listade i Catalogue of Life.